# ときめき小田原夢まつり
ときめき小田原夢まつりは神奈川県小田原市の市制施行50周年記念事業。1990年4月28日より1991年11月まで開催された。入場者・参加者は480万人だった。

## 概要
小田原市の市制施行50周年の記念事業のひとつ。同市の「おだわら21世紀プラン」の四大イベントの2つ目として、市制50周年・小田原合戦400年・チュラビスタ市との姉妹都市提携10周年の3イベントを総称しての記念行事として計画をされた。1987年に開催された二宮尊徳生誕二百周年記念として、大忍者迷路などを擁した「え〜ど小田原」が広く市民に知られていなかったこと、商業主義に走りすぎているとの指摘を受け、市が主体となり広く市民や企業・学校などにヒアリング調査し、1988年3大イベント市民講話会（会長：川久保和夫）を設立した。
1989年4月17日ときめき小田原夢まつり実行委員会（会長：山橋敬一郎）が設立した。実行委員会理事会の承認を受け、イベントの方針を具体的に検討するため24名からなる幹事会（会長：川久保和男）が設置された。11月の市広報には記念テレホンカードのプレゼントが掲載された。
1990年4月28日 オープニングでは和太鼓演奏家の林英哲と市民による北条太鼓が初披露となった。
1991年10月　全131のイベントが終了し、11月に実行委員会が解散した。

## イベント

### 3大イベント
- 市制50周年記念式典(1990年12月20日)
- 小田原合戦400年
- 国際交流フェア(チュラビスタ市との姉妹都市提携10周年記念]

### 主なプレイベント
- 梅干種飛ばしコンテスト
- 小田原合戦講話
- 郵トピア連携事業
- 北条幻庵没後400年記念風流祭
- 古戦場サミット

### その他の主なイベント
- 小田原海業フェスティバル(相模湾アーバンリゾート・フェスティバル1990との連携)
- 小田原グルメまつり(メイン会場)
- 小田原ペタンク大会
- 梅丸コンテスト
- 蛙石鳴き声コンテスト
- 小学生による新小田原市民歌合唱
- 尊徳マラソン
- 戦国関東三国志(小田原市・甲府市・上越市との交流)
- 太閤一夜城跡大茶会
- 平成輔鎮魂祭
- 音と光のページェント
- 全国伝統工芸品展
- 小田原城下今昔市・楽市楽座
- 石垣山ウォークラリー
- 松本駅長殉難碑霊祭
- 野外彫刻展
- 海と山の花火大会
- ふるさとの歌こころの歌
- 城下町小田原夏祭り

## メイン会場
小田原旧国鉄貨物跡地
世界初となる紙によるメインホール

## テーマ
400年の時を超えて　小田原は今、そして未来

## シンボルマーク
696点の応募の中から佐賀県の永石繁信のデザインが6名の選考者によって選ばれた。3本の線と3つの丸は、協調しあう市民と家族、市制・経済・文化の調和ある発展と躍進を意味している。

## 記念施設整備
- 上府中公園
- 辻村植物園
- 石垣山一夜城歴史公園
- 小田原城址公園